# Delftse Studenten Turnvereniging Pegasus
De Delftse Studenten Turnvereniging Pegasus, gewoonlijk afgekort tot Pegasus is een in 2008 opgerichte studententurnvereniging uit de Nederlandse stad Delft.
De vereniging telt circa honderd leden en is daarmee de grootste studententurnvereniging van Nederland. D.S.T. Pegasus is een vereniging voor studenten van de Technische Universiteit Delft. Pegasus is lid van het overkoepelend orgaan van studententurnverenigingen, de NSTB.

## Geschiedenis
In 2008 ontstond de behoefte om een eigen studententurnvereniging op te zetten door het initiatief van Delftse Studenten. 30 juni 2008 vond de eerste bijeenkomst plaats met 8 studenten waaronder het toen al gevormde eerste bestuur. Deze avond is de huidige naam nog niet bedacht, maar waren Uitgerekt, eTUrnity en The A-turn wel serieuze opties. In navolging van deze bijeenkomst is de naam Pegasus bedacht.
Het eerste bestuur heeft een afspraak gemaakt met de notaris en op 8 oktober 2008 was de oprichting van Delftse Studenten Turnvereniging Pegasus een feit. Op de OWEE 2008 maakte Delft voor het eerst kennis met de nieuwe turnvereniging.

## Activiteiten
Pegasus organiseert het hele jaar door turn trainingen voor haar leden. Ook worden er externe trainingen door het jaar georganiseerd die worden gehouden in ingerichte turnhal. De reguliere trainingen worden gegeven in een turnhal op het sportcentrum X van de TU Delft.
Naast de trainingen worden er nog veel meer activiteiten georganiseerd zoals borrels, een aantal kennismakingsdagen voor nieuwe leden, een weekendje uit, een gala, en uitjes naar bijvoorbeeld de Funastics. Samen met een aantal sportverenigingen zoals DSSV ELS, Paal Centraal en Scoop Delft organiseert Pegasus in maart een jaarlijks feest. 
Naast alle activiteiten doet Pegasus mee met vele wedstrijden:
- de Nederlandse Studenten Turn Competitie 1 en 2
- de Nederlandse Studenten Turn Kampioenschappen
- het groot sport evenement bij Unit Sport Delft
- de Funastics
- het NSTC Springen

## Bestuur
Het huidige bestuur van de vereniging is het 14de bestuur en luidt als volgt:
Voorzitter: Nick Pauly
Secretaris: Renske Verbeek
Penningmeester: Lise Drost
Commissaris: Thijme Lee

## Commissies
Binnen Pegasus zijn enkele commissies actief die het bestuur helpen met het levendig houden van de vereniging en de website. In 2011 is er een wedstrijdcommissie geweest om het Nederlands Studenten Kampioenschap Turnen: Meerkamp 2011 in Delft mogelijk te maken. Andere commissies zijn later toegevoegd onder andere:
- WeekendCie: Organiseert het jaarlijks weekend.
- WedCie: Organiseert de wedstrijden
- FACEPLANT: Fantastische activiteiten commissie, entertaint pegasussers, lacht altijd, nooit teleurstellend.
- SEKCie: Super elitaire knutsel commissie
- Coma: Commissie materialen
- WebCie: Onderhoudt de website
- KasCo: Ondersteunt de penningmeester